# الاتحاد الرياضي بالمطوية
الاتحاد الرياضي بالمطوية هو فريق كرة قدم تونسي تأسس عام 1965 في مدينة المطوية ، ولاية قابس يلعب هذا الفريق في الرابطة التونسية الثالثة لكرة القدم بمجموعة الجنوب في موسم 2019 - 2020.

## وصلات خارجية
- الموقع الرسمي للجامعة التونسية لكرة القدم